# Daniel Muzito Bagenda
Daniel Muzito Bagenda, född 16 juni 1996 i Umeå, senare uppvuxen i Bålsta, är en svensk professionell ishockeyspelare. Muzito Bagenda har tidigare spelat för bland annat AIK Hockey, Örebro HK och IK Oskarshamn. Från säsongen 2022/2023 spelar Muzito Bagenda för AIK Hockey.

### Webbkällor
- Presentation och statistik för Daniel Muzito Bagenda som spelare  på Elite Prospects.